# 情人 (1992年电影)
《情人》（英語：The Lover）是一部1992年上映的电影，由克劳德·贝里制片，让－雅克·阿诺导演，主演是珍·玛奇和梁家辉。影片改编自法国女作家玛格丽特·杜拉斯的同名小说《情人》，讲述了在1929年的法国殖民地越南，一个法国少女和富有的中国男子之间发生的爱情故事。
《情人》从1989年开始制作，1991年正式开镜，1992年1月22日首先在法国上映，同年6月和10月分别在英国和美国上映。影片获得了1993年凱撒奖“最佳电影音乐奖”。观众对影片普遍持正面评价，但美国的专业影评人对影片大多持负面评价。总体来说，电影中的表演和表现都得到了好评。

## 剧情
故事发生在1929年的越南。当时的越南还是法国的殖民地，15岁半的女主角（片中称为“年轻女孩”）出身法国殖民者家庭。父亲早死，母亲因生意失败破产，在小学担任教师。她家中贫困，大哥暴躁跋扈、吸毒成瘾，但受母亲宠爱，弟弟生性懦弱。女主角在教会学校读书，成绩很好，她的梦想是成为作家。在她放完暑假从乡下的家里回教会学校的渡船上，她首次遇见了32岁的男主角（片中称为“中国男人”）。后者父亲是当地富商，家中富裕，拥有大量地产，刚从巴黎辍学回到越南。他在渡轮上便被女主角头戴男用毡帽、身着白色洋装、倚栏眺望的身影吸引，邀请女主角坐他的豪华轿车到西贡的教会学校。
女主角在学校听说有女生在校外卖淫。不久后的一天，她看到男主角的豪华轿车在教会学校外等待，她上车后，男主角将她载到中国城里的宾馆（Bachelor's room）里面。两人在别馆做爱，其后男主角又邀她共进晚餐。两人开始保持这种关系，但都清楚地知道两人之间不会有未来：她将会随家人返回巴黎，而他将按家族的意愿迎娶另一家族的女子。两人都意识到这种关系不可能长久，于是她几乎每天下课后便到别馆与他相会，有时甚至不回教会学校过夜。学校因此通知她家人。她家人得知两人交往之后，起初十分愤怒，但后来男主角邀请女主角全家参加舞会。女主角的家人得知男主角十分有钱，又默许了她的行为，要求男主角替他们还清债务，并出资助他们返回巴黎。男主角为了女主角，答应出钱，甚至向父亲请求推掉原来的婚事，先与她结婚一年，再做打算。然而男主角的父亲宁愿他去死，也不同意他娶一个“白人女子”。男主角不敢违抗父亲，只得按时举行婚事。随着男主角婚期临近，两人的情欲关系越加疯狂，男主角将祖传的戒指给予女主角，被她的家人发现，十分生气。男主角要求女主角对他说，她自始至终只是为了钱而和他上床。女主角让他答应，结婚之后还要回宾馆和她相会。结婚之日，她看着他迎娶新娘的花轿，但他结婚之后并未再回宾馆，只有女主角独自等待。
学年结束后，在男主角的资金帮助下，女主角一家将乘船回到巴黎。船启航时，她在甲板处倚栏眺望，看见了他的豪华轿车。她知道他就在轿车里。船渐渐离岸，夜晚，女主角听着弟弟弹奏钢琴，悲伤难抑。
多年之后，女主角成为了作家。一天，她接到了他的电话。他和妻子来到了巴黎，并且知道她已经是成功的作家了。他告诉她，他对她的爱从未改变过，也永远不会停止爱她。

## 主演
| 演员              | 角色       |
| ----------------- | ---------- |
| 珍·玛奇           | 年轻女孩   |
| 梁家辉            | 中国男人   |
| 弗雷德里克·梅宁婕 | 女孩的母亲 |
| 梅尔维·珀波       | 弟弟       |

## 配乐
电影配乐由黎巴嫩籍法国作曲家盖布瑞·雅德完成，于1992年10月13日正式发行。
| 曲目列表 | 曲目列表              | 曲目列表 |
| 曲序     | 曲目                  | 时长     |
| -------- | --------------------- | -------- |
| 1.       | A Kiss On The Window  | 1:45     |
| 2.       | Blue Zoon             | 2:46     |
| 3.       | One Day On The Mekong | 3:31     |
| 4.       | One Step Dance        | 2:09     |
| 5.       | Promenade             | 3:35     |
| 6.       | A Man From Cholon     | 1:25     |
| 7.       | Helene                | 2:37     |
| 8.       | Valse a L'Etage       | 1:50     |
| 9.       | The Problems Of Life  | 2:26     |
| 10.      | Foxtrot Dance         | 2:27     |
| 11.      | The Lover             | 3:11     |
| 12.      | Habanera              | 1:48     |
| 13.      | The Barricades        | 0:58     |
| 14.      | Nocturne              | 3:51     |
| 15.      | La Marseillaise       | 1:13     |
| 16.      | The Departure         | 3:42     |
| 总时长： | 总时长：              | 39:14    |

## 制作
1984年，玛格丽特·杜拉斯发表了小说《情人》。1987年，克劳德·贝里首次向让－雅克·阿诺提出拍摄《情人》的邀请。杜拉斯和阿诺会面之后对阿诺并不满意，认为他“将《情人》变成了他自己的电影”，于是决定自己写作剧本形式的《中国北方的情人》。阿诺不希望借鉴此书，而希望在《情人》原书的基础上建立自己的剧本。
剧本创作的同时，阿诺也开始寻找影片的男女主角。《情人》的女主角年龄只有15岁半，这对寻找饰演女主角的演员增加了极大困难。阿诺认为必须选用真正符合年龄的人选，并拒绝了杜拉斯提出的选用她的朋友，法国著名女影星伊莎贝尔·阿佳妮的建议，因为伊莎贝尔·阿佳妮当时已经近40岁了。为了找到合适的女主角人选，阿诺在巴黎、伦敦、纽约和洛杉矶等大城市发出了选角广告，每个选角导演至少看过一千份申请，同时他也大量订阅各类少女、时装杂志。然而在他排除了数千名人选，包括亲自面试了一百五十多个之后，是他的妻子在一本英国少女杂志中发现了珍·玛奇的照片。阿诺看了照片之后，认为珍必定会是最佳的人选。而亲自面谈之后，阿诺更加肯定了自己的想法。
寻找男主角演员也并不容易。阿诺首先在好莱坞寻找合适的人选，但他发现，能够在好莱坞生存的华人男演员大多都是饰演单一的角色类型：出租车司机、小餐馆侍者、黑帮成员等等。这些演员与阿诺寻找的精致优雅的贵族形象有着太大的距离。阿诺接着将眼光投向亚洲，在北京、东京、上海、台北、香港寻找合适的人选。人们向他提供的角色大部分是武打演员，或者是本地的剧情片演员和京剧小生，前者可能英语过关，但形象不符，后者形象更佳但难以找到英语水平足够的人选。在他快要离开香港时，意大利导演贝托鲁奇向他推荐了香港演员梁家辉。贝托鲁奇曾找过梁家辉出演《末代皇帝》，虽然梁家辉最终拒绝了这个角色，但贝托鲁奇对他仍有深刻印象。梁家辉在接拍《情人》前曾有犹豫，担心自己的英语水平会影响到对角色的诠释。在得知阿诺并没有合适的人选后，梁家辉决定尝试出演男主角。试镜证明，他不仅满足要求，而且和女主角之间的互动也是可能人选中最佳的。
影片的外景和大部分情节在越南拍摄。阿诺曾经在1989年到越南当地考察。他在《洛杉矶时报》的采访中坦言，当地落后的生活条件令他最初并不想在越南拍摄，而希望能够在泰国、菲律宾等条件更好的地方拍摄。但一年之后他改变了看法，认为只有在越南当地才能表现出杜拉斯当年的感觉。尽管80年代末的西贡之社会生活水平对电影的拍摄造成了诸多困难，但阿诺的团队仍然完成了“重造一个1929年的西贡”的设想，从服饰、场景、交通工具、建筑景貌各方面再现了1929年的西贡。根据阿诺和米高梅的说法，《情人》是1975年越南统一之后首部在越南拍摄的西方电影。越南政府对电影拍摄表示欢迎，并派出了直升机协助拍摄。不过拍摄前，电影的内容也需要完全向政府报告，政府也派出官员对拍摄进行实地监管。由于政府禁止的原因，影片中所有的情爱戏都在巴黎拍摄。电影的拍摄总共进行了135天，制作成本达到三千万美元。

## 影片尺度
影片的床戏尺度很大，除了男女主角正面全裸，甚至还有暴露部分器官的特写。影片中间一段女上位的床戏，镜头用很近的距离拍摄女演员的屁股，下面坐着的男演员的阴囊完全暴露在镜头前，上面甚至毛发可见。这个镜头用了两次，第二次时，随着女演员屁股抬高，阴囊上面还露出一小截根部。
但是这种特写镜头时，完全没有露出男女主角的脸，珍·玛奇否認是自己和梁家辉亲自出演的。

## 花絮
梁家辉后来回忆拍摄该片的时候，妻子监审其床戏尺度拍摄。梁家辉在接受访谈时，称在越南拍摄期间，曾经受军人胁迫，到菲律宾拍戏三天。